# Stimulateur cardiaque
Pour les articles homonymes, voir Pacemaker.

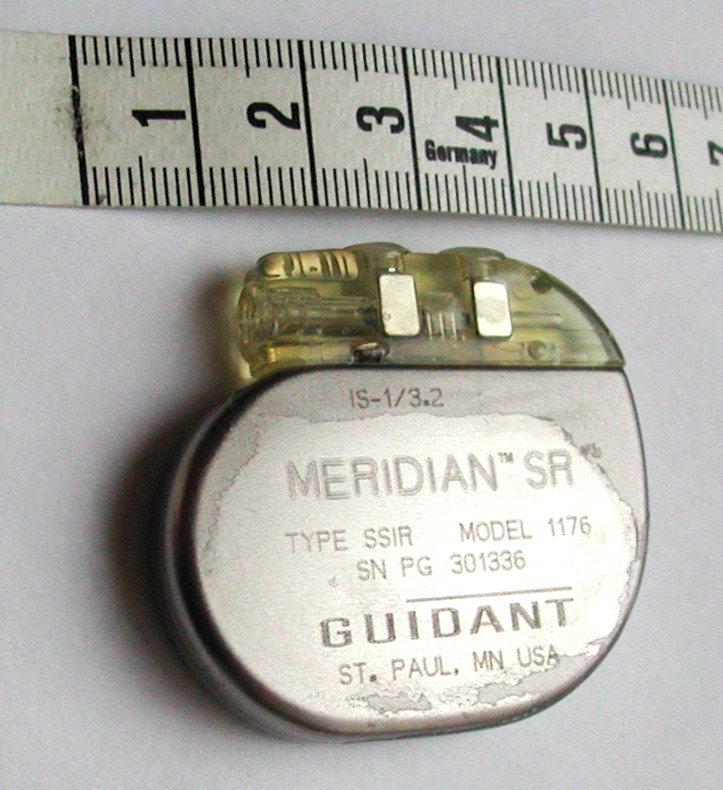
Un stimulateur cardiaque.

Le stimulateur cardiaque, ou pacemaker, ou pile cardiaque, est un dispositif implanté dans l’organisme fournissant des impulsions électriques destinées à stimuler les muscles cardiaques en permettant, par exemple, d’accélérer la pulsation du cœur lorsqu’il est trop lent. La stimulation cardiaque peut être provisoire, pour faire face à une situation transitoire ou définitive.
Le défibrillateur automatique implantable (DAI) possède toutes les fonctionnalités d'un stimulateur cardiaque, mais également, celle d'agir comme un défibrillateur automatique externe en cas de survenance des conditions menant à la mort subite.

## Historique

### XIXesiècle

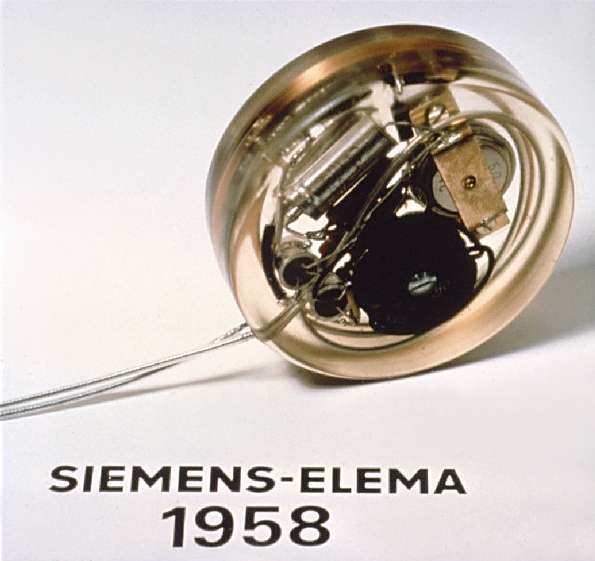
Le premier pacemaker implanté (1958).

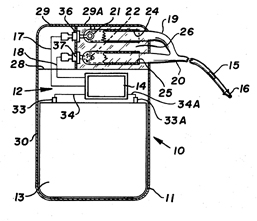
Pacemaker de 1972, le premier avec une pile Lithium.

C'est en 1781 que Luigi Galvani constate que la stimulation électrique d'un nerf provoque la contraction du muscle relié. En 1791, il répète la même expérience avec succès sur le cœur.
En 1872, Duchenne de Boulogne tente de ressusciter une noyée avec des impulsions électriques rythmées.

### XXesiècle
D'autres tentatives de stimulations électriques du cœur par voie externe ont été tentées en 1926 à Sydney.
- En 1931, Albert Hyman dépose un brevet pour une machine délivrant des impulsions électriques au cœur par l'intermédiaire d’une aiguille enfoncée dans ce dernier et décrit les premiers succès de sa méthode.
- En 1950, un nouveau modèle est développé, toujours externe, à base de tubes à vide et faisant près de 30 cm de hauteur. Il devait rester branché au secteur.
- En 1957 apparaît le premier modèle sur batterie[1].
- Le premier stimulateur cardiaque totalement implantable est posé le 8 octobre 1958[2] par le chirurgien suédois Åke Senning (en) sur Arne Larsson (1915-2001).

Les années 1960 verront l'apparition des sondes endocavitaires qui sont utilisées de nos jours : l'électrode est introduite dans les cavités cardiaques par une ponction d’une veine et ne nécessite donc plus un chirurgien pour positionner celle-ci à la surface du cœur. Les premiers appareils avec fonction d'écoute apparaissent durant la même période.
Le milieu des années 1970 voit apparaître deux progrès majeurs : premiers stimulateurs programmables par un boîtier externe, utilisant des radio-fréquences, et premiers stimulateurs double-chambre en 1963 (une sonde dans l'oreillette et une dans le ventricule, ce qui permet de conserver la séquence naturelle de la contraction auriculo-ventriculaire).
En juillet 1970 est implanté le premier stimulateur cardiaque atomique en Angleterre. En 1988 est réalisée la première implantation aux États-Unis.
En France, le premier stimulateur à "pile" radioactive est implanté en avril 1970, suivi de dizaines d'autres jusqu'à la fin de la décennie. La technique est abandonnée dès 1980, l'amélioration technique des piles avec l'apparition des modèles lithium permettant entre autres de limiter la fréquence des interventions chirurgicales pour les remplacer. Malgré l'âge moyen plutôt avancé des personnes lors d'une implantation et l'évolution de leur pathologie pouvant conduire à changer de modèle, il reste en 2020 des français en vie toujours porteur du modèle radioactif, qui délivre environ 60-70 % de sa puissance initiale.
Les années 1980 sont marquées par les stimulateurs asservis (augmentant la fréquence de stimulation avec l'effort du patient) ainsi que des essais de pacemaker ayant un générateur au Plutonium 238. Le premier défibrillateur implantable est créé en 1985. Grâce à une diminution de son volume et de son coût, ce matériel commence à avoir un véritable développement clinique.
La fin des années 1990 voit apparaître les stimulateurs multisites permettant de stimuler les deux ventricules (ou oreillettes) de manière synchrone permettant une amélioration en cas d'insuffisance cardiaque.

### XXIesiècle
En 2009, plus de 1 000 000 stimulateurs cardiaques sont implantés annuellement dans le monde, les trois quarts étant des primoimplantations, le reste étant des changements de boîtier. Ces nombres sont en croissance.
Les premiers stimulateurs sans sonde (et donc devant être implantés directement dans le ventricule droit et, par conséquent, uniquement monochambre) apparaissent à partir des années 2010. Ils ont un taux de complications moindre qu'un stimulateur monochambre classique.

## Stimulation cardiaque provisoire
Elle est mise en route lorsque la fréquence cardiaque, trop lente, est mal tolérée, en attendant une accélération spontanée de cette dernière (par exemple par arrêt d'un médicament bradycardisant) ou la pose d'un stimulateur cardiaque définitif.
Elle peut être faite par voie transcutanée, sur les palettes d'un défibrillateur dont certains modèles comportent la fonction de stimulation cardiaque. Elle est inconfortable, l'ensemble des muscles (y compris le cœur) situé entre les deux palettes se contractant à la fréquence réglée et n'est utilisée qu'en cas d'urgences, en attendant la mise en place d'un autre traitement.
Elle peut être faite par voie transveineuse : une sonde est montée sous scopie jusqu'à la pointe du ventricule droit (sonde d'entraînement électrosystolique) et reliée à un boîtier externe délivrant les impulsions électriques périodiques.
Elle peut être faite par voie épicardique : les électrodes sont alors posées sur la surface du cœur à la fin d'une procédure de chirurgie cardiaque et reliées à un boîtier externe.

## Appareil

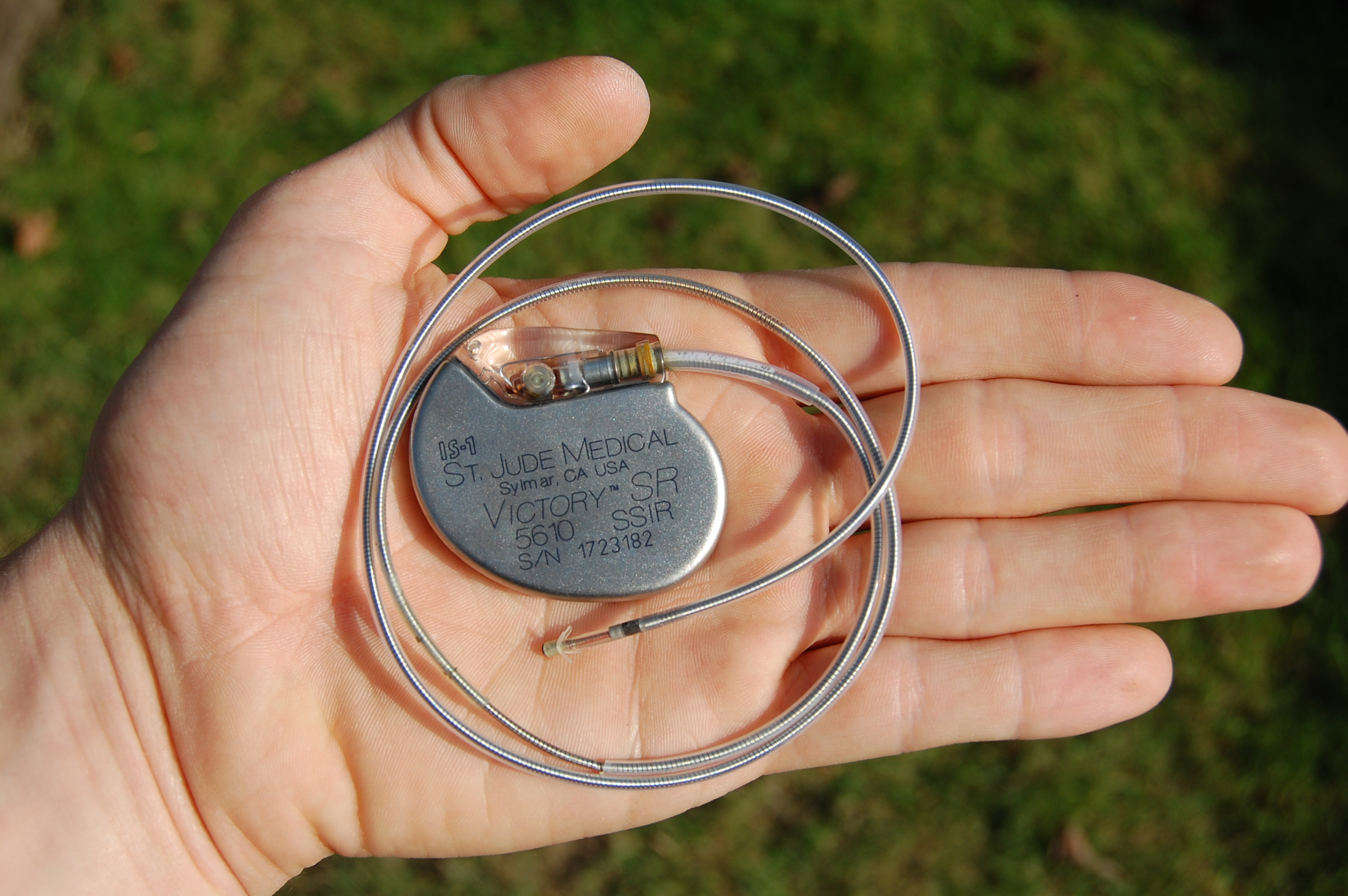
Un stimulateur cardiaque et sa sonde.

Il est composé d’un boîtier et d’une ou plusieurs sondes. Des systèmes sans sondes ont été développés (capsules contenant l'électronique et la batterie et mis en place dans le ventricule droit)

### Boitier
Il se compose :
- d’une source d’énergie  (une batterie fonctionnant au lithium-Ion). Elle n'est pas rechargeable (le boîtier en fin de vie doit être remplacé lors d'une opération chirurgicale). L'avantage de ce type de batterie est sa durée de fonctionnement prolongée, avec une baisse progressive de la tension qui permet d'estimer la durée de vie résiduelle[10] ;
- d’une électronique permettant de délivrer des impulsions électriques calibrées en fréquence, amplitude et largeur d’amplitude ;
- d’un système de détection de l’activité électrique spontanée du cœur, permettant de ne fonctionner qu’en cas de défaillance de celle-ci (mode sentinelle) ;
- d’un système de mesure permettant de connaître la résistance des sondes (impédance), la charge de la pile, les statistiques de fonctionnement ;
- d'une antenne radiofréquence permettant la communication de données à travers la peau vers un dispositif externe.

Suivant les modèles, le boîtier comporte également :
- un ou plusieurs capteurs d’activité du patient permettant de faire varier le rythme cardiaque suivant l'intensité de cette activité. La pile est alors dite « asservie à l’effort ». Le capteur le plus simple est un détecteur de mouvement inertiel qui postule que l’intensité de ce dernier est proportionnel à l’effort du patient. Cependant, des capteurs dits physiologiques ont été développés, comme la mesure de la ventilation ou du segment ST[11] ;
- des capteurs permettant l'évaluation de la fonction cardiaque. Une mesure de l'impédance entre la sonde et le boîtier est ainsi corrélé au contenu en eau de la cage thoracique et peut baisser en cas d'œdème pulmonaire[12], même si la sensibilité et la spécificité de ce genre de mesure n'est pas optimale[13] ;
- des algorithmes permettant le basculement d’un mode à l’autre en cas de troubles du rythme cardiaque, de réguler la tension de sortie suivant les situations, ce qui permet d’allonger la durée de vie de la pile ;
- un système d'exportation des données par téléphonie permettant d'avertir le centre implanteur d'éventuels problèmes sans que le patient ait besoin de se déplacer (télémédecine).

La taille du stimulateur a aussi été considérablement réduite et reste principalement limitée par celle de la batterie/pile intégrée (jusqu'à 10 centimètres cubes).

### Sondes
Souples, elles relient le boîtier au cœur. Elles sont constituées d'une âme conductrice et d'une gaine isolante. Elles peuvent être unipolaires (une seule électrode distale) ou bipolaires (deux électrodes distales). Afin d'assurer un meilleur contact avec le muscle cardiaque, elles peuvent être pourvues d'une tête relarguant un médicament luttant contre l'inflammation locale. La fixation des sondes au niveau du muscle cardiaque peut être faite de manière passive (« à barbe » sous forme d'aspérités) ou active (« à vis »). La sonde peut être rigidifiée transitoirement, ce qui facilite la mise en place, en y introduisant un fin guide métallique, retiré en fin de procédure. Elles étaient en Elgiloy, alliage de cobalt, de chrome et de nickel durant les années 1970. Elles sont depuis dans des alliages comprenant titane, iridium et carbone.
Un boîtier peut être connecté à une seule sonde (pile monochambre ou monofocale) ou à deux sondes (pile double chambre ou bifocale). Dans ce dernier cas, l'extrémité de la première sonde est positionnée dans l'oreillette droite, celle de la seconde dans le ventricule droit.
Dans certains cas, il existe une troisième sonde dont l'extrémité est située dans le sinus coronaire en contact du ventricule gauche. Il s'agit alors d'un stimulateur triple chambre (ou biventriculaire), employé dans le traitement de certains types d'insuffisance cardiaque. Des systèmes quadri-chambres ont aussi été développés et implantés. Ils restent cependant d'utilisation rare.
Les sondes de défibrillateur sont, en règle générale, bipolaires, et recouvertes dans leur distalité d'un long ressort métallique permettant la délivrance du choc électrique.

### Types de stimulateurs cardiaques
Un stimulateur peut être simple ou monochambre, double chambre, voire triple chambre (dans le cadre de la resynchronisation cardiaque, modalité de traitement de l'insuffisance cardiaque). Le nombre de chambres indique le nombre de sondes qui relient le stimulateur aux oreillettes et ventricules.
Il peut augmenter ou non sa fréquence de stimulation lors d'un effort (asservissement).
Il peut comporter une fonction de défibrillation ventriculaire par l'intermédiaire d'un choc électrique délivré par la sonde ventriculaire : il s'agit alors d'un défibrillateur automatique implantable (DAI).
Le type de stimulation est symbolisé par l'association de trois lettres majuscules, parfois complétée par une quatrième.
- La première lettre symbolise la cavité cardiaque stimulée : « A » pour « oreillette », « V » pour « ventricule », « S » pour « single » (une des deux), « D » pour « dual » (les deux), « O » pour « aucune ».
- La deuxième lettre symbolise la cavité cardiaque détectée (même nomenclature).
- La troisième lettre symbolise le mode de déclenchement : « I » pour « inhibé », « T » pour « déclenché » (trigger en anglais), « D » pour « les deux ».
- La quatrième lettre symbolise les fonctions complémentaires : « R » est la plus fréquente et signifie « asservi à l'effort » (le stimulateur réagit au rythme cardiaque).

Ainsi une pile « VVI » stimule uniquement le ventricule, a une fonction de détection de l'activité spontanée de ce dernier, la présence de celle-ci inhibant le déclenchement de la pile.

### Fabricants et marché
Environ 1 000 000 stimulateurs cardiaques sont posés annuellement de par le monde, les trois quarts étant des primoimplantations. Ces statistiques ont tendance à croître avec le temps.
En 2013, sept marques (cinq groupes industriels) se partagent le marché :
- Medtronic;
- Vitatron, qui appartient à Medtronic ;
- St. Jude Medical ;
- Boston Scientific (qui a racheté le fabricant de stimulateurs cardiaques Guidant);
- Sorin Group, fruit de l'association Sorin Biomedica et ELA Medical ;
- Biotronik (en) ;
- Medico

Osypka ne fait que des stimulateurs temporaires.

## Indications
Elles sont résumées dans les recommandations de la Société européenne de cardiologie, publiées en 2021, et dans celles, américaines, publiées en 2008.
Un stimulateur cardiaque doit être posé si le cœur est trop lent (bradycardie). Cette dernière est définie par une fréquence cardiaque trop lente par rapport aux besoins de l'organisme et susceptible de provoquer :
- fatigue,
- malaise,
- syncope (perte de connaissance brève),
- voire insuffisance cardiaque.

Ce rythme lent peut être :
- permanent ;
- paroxystique (c'est-à-dire transitoire) ;
- spontané ;
- consécutif à la prise de certains médicaments ; dans ce cas la pose d'un stimulateur cardiaque reste justifiée si le médecin estime que ces derniers sont indispensables.

Cette bradycardie se retrouve dans :
- la maladie du sinus auriculaire (sick sinus syndrom) ;
- les troubles de conduction ;
- l'hypersensibilité du sinus carotidien.

Dans certains cas, on peut être amené à poser un stimulateur cardiaque, non pas en raison d'un cœur trop lent, mais lorsqu'il existe un certain degré de synchronisation de la contraction des différentes parois du muscle cardiaque, comme on le voit dans certaines formes d'insuffisance cardiaque. Dans ce cas, on positionne une autre sonde dans le sinus coronaire, dont l'extrémité se retrouve au contact du ventricule gauche, en plus de la sonde dans la pointe du ventricule droit, le tout est relié au même stimulateur. On parle alors de resynchronisation cardiaque.

## Technique de pose d'un stimulateur cardiaque

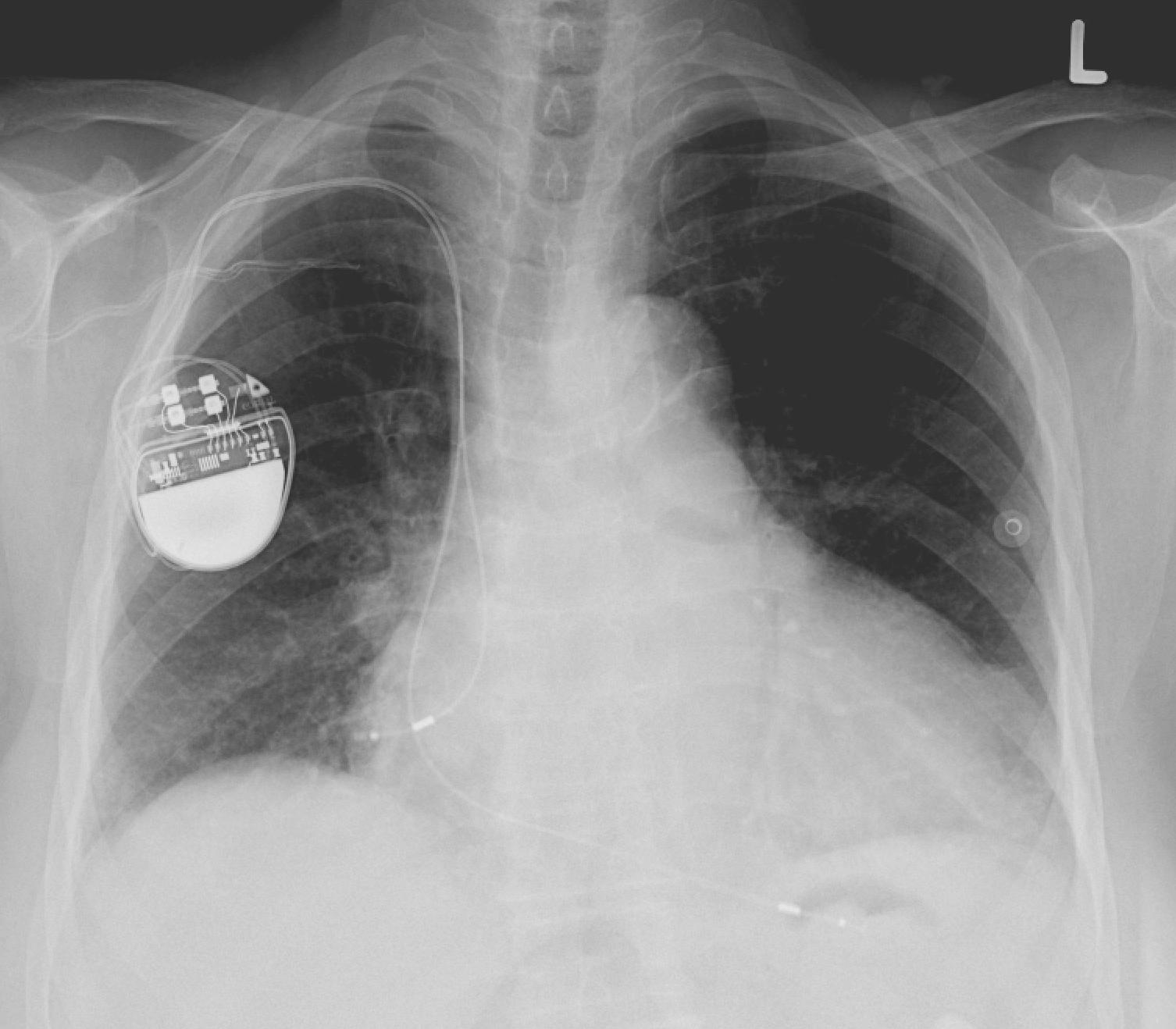
Radiographie d'un thorax cachant un stimulateur cardiaque.

En pratique, le patient doit être  hospitalisé.
La pose est faite le plus souvent par un médecin cardiologue spécialisé, appelé parfois stimuliste ou électrophysiologiste (à ne pas confondre avec le rythmologue, qui s'occupe des troubles du rythme cardiaque).
Le patient doit être à jeun et avoir eu un bilan sanguin récent comprenant au moins une NFS et une analyse de son hémostase.
Le plus souvent, une prémédication par antibiotiques est faite afin d'éviter une infection opératoire. Une sédation légère peut être administrée, si besoin.
Une incision est faite en dessous d'une des deux clavicules après une anesthésie locale. La ou les sondes sont introduites soit après dénudation d'une veine céphalique soit après ponction de la veine sous-clavière. Elles sont poussées dans le réseau veineux et la progression de leur extrémité est suivie par un appareil de scopie. Elles sont placées dans leur cavité cardiaque respective. La sonde ventriculaire droite est positionnée traditionnellement à la pointe de ce dernier. Elle peut être placée également au niveau du septum (paroi séparant les deux ventricules), ou près de l'issue vers l'artère pulmonaire (« chambre de chasse »). La sonde auriculaire est positionnée soit dans l'auricule (petit cul-de-sac permettant une bonne immobilisation), soit dans la paroi latérale droite. Le bon positionnement est vérifié par la scopie et par la mesure du seuil de stimulation (énergie électrique minimale transmise à la sonde et provoquant une contraction du muscle de la cavité), du seuil de détection (mesure par un voltmètre de l'activité électrique du cœur par l'intermédiaire de cette sonde) et de l'impédance de la sonde. 
Les sondes sont alors reliées au boîtier qui est introduit dans une poche confectionnée sous la peau dans la région sous-claviculaire, ou sous le muscle pectoral. La peau est ensuite suturée.
L'intervention dure environ une heure mais peut se prolonger de façon importante si le médecin ne parvient pas à trouver un endroit satisfaisant pour positionner l'extrémité d'une ou plusieurs sondes. C'est le cas en particulier s'il s'agit d'un stimulateur triple chambre, le sinus coronaire étant parfois très difficile à trouver.
Une radiographie pulmonaire est faite de manière usuelle, après l'intervention, afin de vérifier l'absence de pneumothorax (accident possible en cas de ponction de la veine sous-clavière) et le positionnement des sondes.
La sortie du patient se fait entre 24 et 48 h après l'intervention. Les fils doivent être retirés vers le dixième jour.
S'il s'agit d'un simple remplacement d'un boîtier, le geste est plus facile, les sondes étant, le plus souvent, laissées en place et étant reconnectées au nouveau boîtier.
Contrairement à cette technique dite endocavitaire (la sonde est fixée à l'intérieur des cavités cardiaques), le chirurgien cardiaque peut être amené à poser un stimulateur cardiaque par voie épicardique (la sonde est fixée à la surface du cœur, le plus souvent sur le ventricule), cette pose necessite donc l'ouverture chirurgicale de la cavité péricardique.

## Complications
Lors de la procédure d'implantation, le geste peut être compliqué par la survenue d'un hématome local (au niveau de la loge du boîtier), d'une ponction de la plèvre avec formation d'un pneumothorax. Le positionnement d'une, ou des, sondes peut être difficile, avec un déplacement secondaire pouvant nécessiter une ré intervention. Plus rarement, une sonde peut perforer une cavité cardiaque entraînant un tableau de tamponnade.
À moyen terme, elles sont essentiellement de deux ordres : infectieuses et rythmologiques.

### Complications infectieuses
La fréquence est de l'ordre de 2⁄1000. Les infections sont essentiellement localisées au niveau du boîtier du stimulateur. Elles atteignent les sondes (avec endocardites) dans moins d'un cas sur 10. Elles sont dues, dans plus des trois quarts des cas à un staphylocoque.
Le diagnostic en est suspecté sur des signes inflammatoires locaux (au niveau du boîtier), pouvant évoluer vers une ouverture avec suppuration. L'endocardite est suspectée devant un aspect épaissi d'une ou plusieurs sondes à l'échographie transœsophagienne pouvant aller jusqu'à un aspect de végétation appendue sur la sonde. 
Le traitement repose, outre la mise sous un antibiotique efficace sur le germe responsable, sur l'ablation de l'intégralité du matériel. Ce geste est, en règle, sans difficulté majeure pour le boîtier, mais parfois plus complexe pour les sondes qui peuvent être bien fixées dans la paroi cardiaque, ce qui peut nécessiter, dans certains cas, une intervention par chirurgie cardiaque. 
Théoriquement, la mise en place d'un nouveau matériel ne doit être faite qu'une fois l'infection maîtrisée, et, idéalement, du côté controlatéral de la précédente implantation. En cas de besoin, un électroentraînement par voie externe doit être mis en place à titre transitoire.
Si le matériel est jugé « non enlevable » en termes de rapport bénéfice/risque, un traitement prolongé par antibiotiques peut être discuté.

### Complications rythmologiques
La présence d'une sonde peut causer parfois des extrasystoles. Surtout, il peut exister des « réentrées électroniques » générant des courtes salves de type supraventriculaire : une stimulation ventriculaire est conduite à l'oreillette de manière rétrograde par les voies de conduction normale. Cette dépolarisation atriale est détectée par la sonde atriale, transmise au boîtier qui va générer alors une impulsion ventriculaire. Le risque de réentrée est fortement diminué par l'utilisation de certains algorithmes. 
Une sensibilité trop importante peut parfois confondre des potentiels d'origine musculaires avec une activité électrique cardiaque, inhibant alors toute stimulation. Un réglage de cette sensibilité permet de régler ce problème le plus souvent.

### Autres
Les sondes peuvent s'abîmer avec le temps : elles peuvent se fracturer, avec défaut de stimulation et augmentation importante de l'impédance. L'isolant entourant la sonde peut être moins efficace, entraînant une fuite de courant pouvant être responsable de stimulations musculaires et d'une baisse de l'impédance de la sonde. La sonde ventriculaire peut causer, ou augmenter, une insuffisance tricuspide.
La stimulation ventriculaire droite peut entraîner une désynchronisation de la contraction des deux ventricules pouvant avoir pour conséquence, un débit cardiaque moindre et une insuffisance cardiaque. Elle peut donc être délétère si elle n'est pas nécessaire, particulièrement chez les patients ayant déjà une atteinte cardiaque.

## Surveillance médicale d’un stimulateur cardiaque
Elle doit être faite de manière régulière soit par le médecin cardiologue du patient, soit par le médecin stimuliste (celui qui a posé le stimulateur).
Cette surveillance permet :
- de voir si la pile fonctionne bien ;
- de voir si le niveau de charge de la batterie est correct pour pouvoir programmer le remplacement du stimulateur cardiaque à temps ;
- de vérifier l'intégrité des sondes ;
- de détecter certains troubles du rythme cardiaque pour les modèles ayant une fonction de surveillance (holter), ce qui est le cas si la pile est récente.

Elle s'effectue :
- par un test à l'aimant : le positionnement de ce dernier sur le boîtier, à travers la peau, déclenche un comportement particulier de la pile qui constitue la « signature » de cette dernière. Si cette dernière diverge un tant soit peu de ce qui est noté sur le modèle, cela peut signifier une dysfonction ;
- par l'interrogation du boîtier par un système de radio-fréquence connecté à un ordinateur. On peut obtenir ainsi de multiples renseignements : niveau de charge, degré de fonctionnement, fréquence, contrôle de la résistance électrique des sondes… Chaque marque de pile a son propre système matériel d'interrogation. Il est donc indispensable de connaître cette dernière pour pouvoir charger les données et faire les tests adéquats.

Le patient doit être porteur dans toutes les circonstances d'un document attestant la présence du stimulateur cardiaque, la marque de ce dernier et des sondes, l'adresse du centre qui a fait l'implantation et les principales caractéristiques du dernier réglage. Il s'agit du carnet de pile.
La durée de vie actuelle d'une batterie de stimulateur cardiaque est de cinq à dix ans. La surveillance régulière de la pile permet de détecter la fin de vie de cette dernière bien avant qu'elle ait lieu et de pouvoir, ainsi, en toute tranquillité, programmer son remplacement.

## Précautions à prendre chez un porteur de stimulateur
Le port d’un pacemaker requiert quelques précautions pour éviter les interférences électromagnétiques :
- éviter la proximité des plaques de chauffages à induction, ou de disposer des aimants puissants (enceintes, casque…) au contact du boitier ; éviter la pratique de la soudure à l’arc, le stockage du téléphone portable dans la poche près du pacemaker[29] (mais les téléphones mobiles actuels interférent beaucoup moins, si ce n'est pas du tout en fonctionnement normal[30]. Ils peuvent cependant gêner l'interrogation et la télétransmission des données[31]), de stationner près des arceaux anti-vol des magasins[32]. L'utilisation d'un four à micro-ondes en bon état n'est, par contre, absolument pas dangereuse ;
- contre-indication de l’emploi d’appareils d’électrothérapie ou d’électrostimulation…
- avertir en cas de passage sous des portiques détecteurs de métaux (aéroports…) : risque de déclenchement de l’alarme mais surtout risque de dérégler les paramètres du stimulateur. Les détecteurs manuels émettent un champ électromagnétique beaucoup moins intense[33] et sont théoriquement sans danger[34] mais peuvent naturellement détecter le matériel métallique de la pile ;
- dans le milieu professionnel, certains matériels génèrent des champs électromagnétiques importants pouvant contre-indiquer le travail à proximité de ces derniers[35]. Les vibrations peuvent également leurrer les systèmes de détection d'activité, entraînant une accélération sensible de la fréquence de stimulation cardiaques.

Il faut éviter l’exposition solaire directe : risque de brûlure accru du fait de la présence d’une masse métallique pouvant stocker la chaleur en sous cutanée.
La brièveté de la décharge d'un pistolet à impulsion électrique (TASER) fait que l'inhibition du stimulateur cardiaque est de courte durée et ne pose pas de problème.

### Au niveau médical
Il existe une contre-indication théorique de l’IRM même si des examens ont pu être faits sans problème, et que les complications sont exceptionnelles. Les stimulateurs cardiaques récents sont IRM compatibles, mais demandent parfois à être réglés en conséquence avant un examen. L'IRM n'interfère alors pas avec le fonctionnement de la pile mais cette dernière génère des artéfacts empêchant l'interprétation des images au niveau du thorax. Les sondes doivent cependant également être IRM compatibles.
Il existe des précautions d’emploi en cas d’utilisation de bistouri électrique. Il faut privilégier les bistouris bipolaires par rapport aux unipolaires. Le risque d'interférences est surtout important si l'opération se déroule à proximité du boitier.
Le choc électrique externe peut abîmer les circuits électriques ou augmenter le seuil de stimulation et son indication doit être soigneusement pesée chez les porteurs de stimulateurs cardiaque.
L'ablation par radiofréquence des troubles du rythme cardiaque ne pose pas de problème d'interférence mais l'acte, nécessitant de positionner diverses sondes à proximité même des sondes de stimulation, peut parfois déplacer ces dernières.
L'exposition du boitier aux radiations ionisantes dans un but de traitement (radiothérapie) peut dérégler la stimulation cardiaque, voire détériorer la carte électronique du boitier. Il faut idéalement protéger ce dernier par un cache plombé et contrôler son fonctionnement peu après la séance de rayons.
Dans le cas du décès du porteur, le stimulateur cardiaque doit obligatoirement être retiré soit par un médecin ou un thanatopracteur du fait du risque d'explosion en cas de crémation. En effet le lithium contenu dans le stimulateur peut exploser à partir de 180 degrés (point de fusion du lithium).  En sachant que la température d'un four de crémation varie de 600 à 1 100 degrés, cela constitue un risque majeur, et, même dans le cas où il devrait y avoir inhumation (enterrement), le retrait est obligatoire du fait qu'il se peut que la famille demande ultérieurement une exhumation aux fins de crémation. Le stimulateur peut alors éventuellement être réutilisé par un pays pauvre.

## Évolution des modèles
Depuis les années 2010, de nombreux modèles sont équipés de dispositifs permettant une télésurveillance : le boîtier dialogue de manière quotidienne avec un coffret externe, disposé classiquement à proximité immédiate du lit du patient, et relié par téléphonie à un serveur de surveillance, avertissant le centre d'implantation de toute anomalie, que cela soit sur le fonctionnement du stimulateur ou sur des paramètres concernant le patient lui-même. 
La miniaturisation des boîtiers permet de les loger directement dans le ventricule droit, permettant ainsi une stimulation monochambre sans sonde. Ils sont asservis à la température corporelle : augmentation de la fréquence cardiaque si cette dernière se majore ou également aux mouvements (accéléromètre dans les trois plans). Les résultats restent bons à plusieurs années avec un taux faible de complications et d'infections. La durée de vie théorique  de ces dispositifs excède une dizaine d'années. Leur extraction est possible mais l'expérience de ce type d'opération est faible à long terme. En cas de nécessité de remplacement (par exemple lors d'un épuisement de la batterie), si les sondes fonctionnent correctement, ces dernières sont alors laissées en place et connectées à un nouveau boîtier qui remplace le précédent.

## Sécurité informatique
La question de la sécurité informatique de ces dispositifs a fait l'objet de plusieurs publications dans la presse, thème notamment exploité dans la fiction :
- Saison 1 d'Elementary, épisode 21 : un politicien est torturé par la manipulation de son pacemaker afin de changer son vote. Une fois effectué, il se voit tué par une décharge électrique qui maquille le meurtre en Arrêt cardiorespiratoire.
- Homeland : le sénateur Walden subit également le hack de son pacemaker.